# Balázs Rabóczki
Balázs Rabóczki (Boedapest, 9 januari 1978) is een Hongaarse doelman.

## Carrière
Balázs Rabóczki maakte in het seizoen 1996/1997 zijn debuut in het betaald voetbal namens MTK. In zijn carrière speelde Rabóczki voor verschillende clubs in Hongarije en het buitenland, waaronder FC Kopenhagen, waarmee hij diverse prijzen pakte. In 2005 speelde hij onder toenmalig bondscoach van Hongarije, Lothar Matthäus, twee interlands voor Hongarije: tegen Mexico (15/12/2005) en Antigua en Barbuda (18/12/2005).
Na een proefperiode in de voorbereiding op het seizoen 2007/2008 tekende Rabóczki, die het seizoen daarvoor uitkwam voor FC Sopron, een tweejarig contract bij Vitesse. Ondanks zijn status als tweede keeper achter Piet Velthuizen hoopte Rabóczki zich bij Vitesse toch weer in de kijker te spelen voor het Hongaarse nationale elftal. Tijdens het seizoen kwamen Vitesse en Rabóczki overeen dat zijn tweejarige contract verkort werd tot één seizoen, waardoor Rabóczki aan het einde van het seizoen 2007/2008 transfervrij kon vertrekken. Zijn laatste seizoen als profvoetballer was 2008/2009, waarin Rabóczki drie wedstrijden mocht keepen voor Budapest Honvéd. In de zomer van 2009 beëindigde hij zijn carrière.

## Erelijst
- Kampioen van Denemarken (2x) (2002/03 en 2003/04)
- Beker van Denemarken (2003/04)
- Royal League (2004/05)